# Adriana Asti
Adriana Asti (ur. 30 kwietnia 1931 w Mediolanie, zm. 31 lipca 2025 w Rzymie) – włoska aktorka filmowa, teatralna i głosowa, pierwsza żona Bernarda Bertolucciego.

## Filmografia
- 2006: Karol. Papież, który pozostał człowiekiem jako Matka Teresa
- 2005: Quando sei nato non puoi più nasconderti
- 2003: Meglio gioventù, La jako Adriana Carati
- 2003: Tosca e altre due
- 2002: Buma, Il
- 2002: Bimba - È clonata una stella jako Fatima
- 2000: Nag la bombe jako Nona/La nonna
- 1999: Vita non violenta, Una jako matka
- 1998: Avvocati jako Clara
- 1997: Mange ta soupe jako matka
- 1996: Favola
- 1996: Allumettes suédoises, Les jako Victoria
- 1996: Dans un grand vent de fleurs jako pani Di Luca
- 1996: Grande fuoco, Il
- 1996: Cri de la soie, Le jako pani de Villemer
- 1996: Siódmy pokój jako Augusta
- 1995: Pasolini, un delitto italiano jako Insegnante Casal del Marmo
- 1993: Famiglia Ricordi, La
- 1989: Prete bello, Il jako Immacolata
- 1989: Chimere jako matka Alice
- 1987: Casa Ricordi jako Giovannina Lucca
- 1983: Petomane, Il
- 1980: Miasto żywych trupów jako madame Teresa
- 1980: Action jako Florence
- 1979: Kaligula jako Ennia
- 1978: Cuore semplice, Un jako Felicita
- 1977: Stato interessante
- 1977: Maschio latino cercasi jako Sisina
- 1977: Gran bollito jako Palma
- 1976: Amore targato Forlì, Un
- 1976: Dritte Grad, Der jako Sympatia
- 1976: Dziedzictwo Ferramontich jako Teta Ferramonti in Furlin
- 1976: Chi dice donna, dice donna jako Bargagli
- 1975: Po antycznych schodach jako Gianna
- 1975: Zorro jako Carmen
- 1975: Conviene far bene l'amore jako Irene Nobili
- 1974: Nipoti miei diletti
- 1974: Prova d’amore, La
- 1974: Trafficone, Il
- 1974: Widmo wolności jako siostra prefekta
- 1973: Amore e ginnastica jako Elena Diberni
- 1973: Paolo il caldo jako Beatrice
- 1973: Krótkie wakacje jako Scanziani
- 1972: Notti peccaminose di Pietro l'Aretino, Le jako Nana
- 1972: D’amore si muore
- 1972: Nicotera, I
- 1972: Ludwig jako Lila Von Buliowski
- 1972: Anche se volessi lavorare, che faccio? jako Pasquina
- 1972: Niewolnica jako Elena
- 1971: Come un uragano
- 1971: Homo Eroticus jako Agnese Trescori
- 1969: Duett för kannibaler jako Francesca
- 1969: Miłosny krąg jako Wnuczka
- 1968: Visionari, I
- 1968: Capriccio all'italiana jako Bianca
- 1968: Più tardi, Claire, più tardi
- 1967: Fiera delle vanità, La
- 1966: Cinéma de notre temps: Pasolini, l'enragé jako ona sam
- 1964: Przed rewolucją jako Gina
- 1962: Cronache del '22
- 1962: Disordine, Il jako Lina
- 1961: Włóczykij jako Amore
- 1960: Rocco i jego bracia jako pracownica pralni
- 1959: Arrangiatevi!
- 1956: Citta di notte jako Adrianna